# Uzbekistan i olympiska vinterspelen 2010
Uzbekistan deltog med tre deltagare vid de olympiska vinterspelen 2010 i Vancouver. Ingen av landets deltagare erövrade någon medalj.

## Alpin skidåkning
- Kseniya Grigoryeva
- Oleg Shamayev

## Konståkning
- Anastasiya Gimazetdinova